# Domowie
Domowie lub Doma (w języku domari dosłownie „ludzie”) – grupa etniczna pochodzenia indyjskiego zamieszkująca kraje Bliskiego Wschodu. Są blisko spokrewnieni z europejskimi Romami, środkowoazjatyckimi Luli, Lomami z Armenii oraz indyjską kastą Domba. Wszystkie te grupy są często traktowane łącznie jako Cyganie. Domowie mają bogatą kulturę opartą na muzyce, tańcu oraz tradycji ustnej.

## Współczesność
Ich łączną populację szacuje się na około 2,2 mln osób. Faktycznie może być wyższa, ponieważ ze względu na społeczną stygmatyzację Domowie często nie przyznają się do swojego pochodzenia. Ich rdzennym językiem jest domari, jednak posługuje się nim obecnie jedynie najstarsza część populacji Domów. Większość używa przede wszystkim języków populacji, dominujących w krajach ich zamieszkania.
Jedną z wielu społeczności Domów stanowi grupa, mieszkająca w arabskiej części starej Jerozolimy (w tzw. Dzielnicy Cygańskiej, okolice Kościoła św. Anny), licząca ok. 1200 osób, z których zaledwie 200 włada językiem domari. Nieustający konflikt palestyńsko-izraelski, jak również marginalizacja i stygmatyzacja Domów tak ze strony palestyńskiego, jak i izraelskiego społeczeństwa stwarza tej grupie szczególne trudności, sprawiając, iż jest ona często celem ataków i innych aktów przemocy. Podobna sytuacja ma miejsce w większości pozostałych krajów Bliskiego Wschodu, nękanych wojnami i konfliktami wewnętrznymi.

## Pochodzenie i związek z Romami
W ubiegłym wieku Domowie byli powszechnie uważani za bliskowschodnią grupę Romów. Najnowsze badania językoznawcze wykazały jednak liczne różnice pomiędzy językami domari a romskim, przez co współcześnie sądzi się, iż grupa ta opuściła Półwysep Indyjski w VI wieku, a więc ok. 400 lat przed Romami. Być może więc to właśnie do nich (lub też do Lulich) odnosi się, często przywoływany przy okazji dyskusji nad pochodzeniem Romów, fragment poematu Shah Name o 10-12 tys. induskich muzykantów podarowanych władcy perskiemu Bahramowi V Gurowi (V wiek).
Z drugiej strony zakłada się jednak podobną etymologię etnonimów Dom, Lom i Rom oraz ich wspólne pochodzenie od indyjskiej kasty Dombów, z którymi wspomniane narody łączy ponadto podobieństwo tradycyjnie wykonywanych zawodów (głównie zajęcia związane z metalurgią i rozrywką). Najprawdopodobniej Domowie, Lomowie, Luli i Romowie stanowią oddzielne fale migracyjne, stanowiące osobne części jednej induskiej społeczności żyjącej poza subkontynentem Indyjskim, prowadzącej podobny tradycyjny tryb życia i wykonującej podobne zawody. Twierdzenie to zdaje się potwierdzać fakt, iż również z czasów nowożytnych (XIX wiek) znane są grupy indyjskich koczowników, których trasy migracyjne dochodziły aż do Iranu. Ponadto pokrewieństwo Domów z Romami jest szczególnie widoczne w krajach, w których mieszkają przedstawiciele obu tych grup (np. w Iranie, Iraku, Syrii, Turcji - patrz niżej).

## Grupy i etnonimy
Określenia nadawane Domom przez nich samych oraz przez inne narody często odzwierciedlają ich status społeczny i tradycyjnie wykonywane zawody. Poniżej podano nazwy związane z Domami lub ich określonymi grupami, bądź też z innymi grupami indyjskiego pochodzenia (w tym i z Romami), często stosowane także w odniesieniu do Domów:
- Afrikaya - nazwa grup indyjskiego pochodzenia, używana w Algierii
- Alimah - nazwa grup indyjskiego pochodzenia, używana w wielu krajach arabskich
- Aptal - grupa Domów w północnej Syrii, tradycyjnie wykonująca zawody związane z wróżbiarstwem, żonglerką, akrobatyką i zaklinaniem węży
- Awgon - grupa stosunkowo niedawno przybyłych do Azji Środkowej koczowników indyjskich
- Bahlawan - nazwa używana w Sudanie, pochodząca z pers. pahlavan: "zapaśnik", "akrobata"
- Barake - nazwa używana w Syrii
- Catchar - podgrupa Domów Koli (patrz niżej)
- Djugi lub Juki - inna nazwa Koli (patrz niżej)
- Deman, Demmi, Domi, Duman, Dummi - nazwy używane w Iraku, Iranie i Syrii, pochodzące od endoetnonimu Doma
- Evgjit - nazwa używana w Albanii na określenie jednej z tamtejszych grup Romów; patrz - Egipcjanie Bałkańscy
- Ghagar - nazwa używana w Algierii, Egipcie, Omanie, Sudanie, Syrii i Tunezji w charakterze pejoratywnym na oznaczenie grup Domów lub Romów, zajmujących się różnymi formami rozrywki, kowalstwem oraz tatuowaniem ciał
- Ghawazee lub Ghawazi - nazwa tancerek z grupy Nawarów (patrz niżej), używana w Egipcie
- Ghorbati, Gurbati, Qorbati itp. - nazwa wędrownych rzemieślników z grupy Koli, używana przez Kurdów oraz w Iranie, pochodząca (podobnie jak pokrewne nazwy grup romskich na Bałkanach) od arabskiego słowa gharib ("obcokrajowiec") lub od miasta Kurbat
- Gaodari lub Goodari - grupa Domów w Iranie, być może podgrupa Koli, ich obecność wspomina się także w Egipcie
- Guaidiyah - Domowie w Syrii i Mezopotamii
- Haddad - z arabskiego "kowale" stosowane przez Koli także jako endoetnonim
- Hanager - grupa Nawarów w Egipcie
- Halebi lub Helebi - pochodzące być może od miasta Aleppo, określenie egipskich, libijskich i sudańskich Domów, trudniących się leczeniem zwierząt i wróżbiarstwem; ich język sim stanowi połączenie arabskiego, romani i języka lugha
- Jat - grupa indyjskiego pochodzenia w Afganistanie i wschodnim Iranie, żyjąca także na Ukrainie, w Rosji i Mołdawii, mająca niski status społeczny, posługująca się językiem jakati
- Kabuli - od miasta Kabul, podgrupa Domów Koli w Iranie, lub inna nazwa Awgonów (patrz wyżej)
- Kaloro - od słowa kalo oznaczającego w domari oraz romani dosłownie "czarniutki", "czarniusieńki", grupa indyjskiego pochodzenia żyjąca nad brzegami Eufratu oraz w miastach Kahramanmaraş i Gaziantep w Turcji, posługująca się językiem zbliżonym do domari
- Karachi - z tureckiego kara: "czarny", nazwa dwóch grup żyjących w Turcji
- Kersi - grupa żyjąca w Asterabad (Gorgan) w Iranie
- Kilinghros lub Kollingogy - grecki termin na określenie nomadów
- Koli - od słowa kalo oznaczającego tak w domari, jak i w romani "czarny", pejoratywna nazwa Domów w Iraku i Iranie, dawniej stosowana przez nich jako endoetnonim, obecnie zastępowana nazwą Haddad
- Kouloufos - pejoratywne określenie wszystkich grup indyjskiego pochodzenia używane w języku greckim
- Kurbat - grupa w Aleppo, pochodzenie nazwy podobne jak w przypadku Ghorbati (patrz wyżej)
- Luli lub Luri - osobna grupa indyjskiego pochodzenia, lub grupa tożsama z irańskimi Koli
- Motribiya - z arabskiego "muzycy", określenie Nawarów w Syrii
- Nawar, Nuar, Nuri lub Nawwar - z arabskiego "kowale", lecz także "czciciele ognia", nazwa Domów w Egipcie, Strefie Gazy, Syrii, Jordanii, Libanie i Izraelu
- Qarabana lub Qarabtu - grupa w Iranie
- Qarachi - oryginalnie nazwa jednej z grup nomadów w Iranie, niebędących indyjskiego pochodzenia
- Quenites - oryginalnie nazwa jednej z grup w Palestynie zajmujących się kotlarstwem, niebędących indyjskiego pochodzenia
- Rawazi - ogólna nazwa Romów oraz Domów w języku arabskim
- Sagvand - grupa Domów w Iranie
- Sahsawan - grupa Domów w północnym Iranie
- Sayabigeh - grupa indyjskiego pochodzenia w Syrii i Persji, znana w VI i VII wieku
- Shurasti - grupa Domów w Iranie
- Suzmani - określenie Domów z okolic miasta Senna w Kurdystanie, tradycyjnie zajmujących się muzyką i tańcem
- Tsignos, Tsinganos, Tsinganoi (Τσιγγάνοι) - "Cyganie", nazwa oficjalnie stosowana wobec Domów w języku greckim, używana zwłaszcza na Cyprze (turecki odpowiednik: Çingeneler)
- Tso'anim (צוענים) - "Cyganie", nazwa oficjalnie stosowana wobec Domów w języku hebrajskim
- Xoraxi, Xoraxai lub Xoraxane (Roma) - endoetnonim zarówno Domów w Turcji oraz Algierii, jak też muzułmańskich Romów w Turcji i na Bałkanach, w języku romskim znaczący dosłownie "Turcy" lub "Tureccy Romowie"
- Yiftos lub Giftos, na Cyprze Yleftos - określenie pochodzące od nazwy "Egipcjanie", stosowane w języku greckim w odniesieniu do Domów oraz Romów
- Zargari - egzoetnonim grupy Romów w Iranie oraz Azerbejdżanie (oraz na emigracji stamtąd w krajach byłego ZSRR), czasem stosowany również wobec Domów
- Zott - arabski odpowiednik określenia Jat, stosowany jako synonim słowa Nawar